# Shawl-Polka
Shawl-Polka, op. 343, är en polka-francaise av Johann Strauss den yngre. Den framfördes första gången den 7 februari 1871 i Sofienbad-Saal i Wien.

## Historia
Mot slutet av december 1870 kunde läsare av Wiens tidningar få reda på att Johann Strauss länge efterlängtade första operett Fantasca hade bytt namn till Vierzig Räuber (Fyrti rövare) för att undvika förväxling med Paul Taglionis balett Fantasca (Berlin, 1869), och att premiären som tidigare hade utlysts till december 1870 hade framflyttats till slutet av januari 1871. Den 11 januari 1871 meddelade Fremden-Blatt att Vierzig Räuber skulle ha premiär på Theater an der Wien den 20 januari, men sex dagar senare rapporterade tidningen att "förberedelser för verket fortfarande tar sådan tid att premiären inte kommer äga rum förrän den 27 denna månad". Die Presse och andra tidningar meddelade emellertid ytterligare skäl till förseningen: "Föreställningen av Straussoperetten '40 Räuber' på Theater an der Wien har skjutits upp till lördag den 4 februari då ledningen inte har någon anledning att avbryta föreställningen av 'Drei Paar Schue' i förtid". Framgången för Carl Millöckers operett Drei Paar Schuhe, med text av Alois Berla (1826-96) efter Carl Görlitz, var sådan att Indigo und die 40 Räuber (som Strauss operett i slutändan kallades för) inte fick premiär förrän den 10 februari 1871.
Dessa förseningar satte Johann Strauss i ett dilemma. Han hade lovat att komponera ett dansverk till Wiens Författare- och Journalistförening "Concordia" att uppföras vid deras karnevalsbal den 7 februari 1871, eller mer precist, som Die Presse kunde meddela den 17 januari 1871, hade han "förklarat sig redo att tillägna dem en vals över teman från sin första operett". Enär Strauss naturligtvis önskade göra reklam för Indigo var han rädd att avslöja sina bästa melodier från operetten före premiären. Han var väl medveten om att de mest slagfärdiga melodierna i operetten återfanns bland valserna men då han inte ville göra medlemmarna i "Concordia" besviken bestämde han sig för att erbjuda dem en polka utifrån operettens många melodier. Fremden-Blatt kunde meddela den 8 februari 1871: "Herr Hovbalsmusikdirektör Johann Strauss dirigerade själv sin nya polka '1001 Nacht' [Tusen och en natt] över teman från operetten 'Indigo', och verket möttes av ett sådant högljutt mottagande att orkestern fick upprepa det intressanta stycket tre gånger. Polkan framfördes som ett konsertstycke och ingen dans förekom till dess toner".
När verket publicerades i mars 1871 hade den fått en helt ny titel: Shawl-Polka. Originaltiteln 1001 Nacht användes senare av Strauss i valsen med teman från Indigo; Tausen und eine Nacht (op. 346). Den ovanliga titeln Shawl-Polka (Sjal-Polka)  härrör sig från operettens orientaliska handling. Indigo und die 40 Räuber var en bearbetning utifrån en historia från sagosamlingen Tusen och en natt och den innehöll ett harem och flera koreografiska scenbilder, inklusive danser utförda av bajadärer, slavar och morer. Ytterligare en typisk orientalisk detalj var "Sjal-dansen" i vilken en sjal eller slöja viftas av dansaren. Flera referenser till sjalar nämns till exempel av Ali Baba och hans hustru Toffana i ensemblen (Nr. 21) i akt III: (Ali Baba) "Kind, dein Leben zu versüssen, / leg' ich dir den Shawl zu Füssen". De tematiska delarna av Shawl-Polka återfinns i operetten som följer:
Tema 1A & 1B -
Akt III Ensemble (Nr. 21), sjungen av slavflickorna: "Sagt doch, wohin so schnell Ihr lauft?"
Trio 2A                -
Akt III Ensemble (Nr. 21), Ali Baba: "Immer länger, immer weiter!"
Trio 2B - 
efter "poco più" delen av Akt III Romanze (Nr. 20), sjungen av Toffana, utklädd till grekiska slavinna: "La la la la la"
Eduard Strauss dirigerade Straussorkestern i ett publikt framförande av Shawl-Polka vid en promenadkonsert i Musikverein söndagen den 26 mars 1871. Vid sidan av polkan (felaktigt benämnd i programmet som "Schawl-Polka") återfinns beteckningen "Neu" (Ny), en term vanligtvis indikerande att ett verk redan hade spelats förut. Då ingen notis om polkans framförande nämndes i tidningarna är det möjligt att Eduard Strauss framförde polkan som ett extranummer.

## Om polkan
Speltiden är ca 3 minuter och 18 sekunder plus minus några sekunder beroende på dirigentens musikaliska tolkning.
Polkan var ett av flera verk där Strauss återanvände musik från operetten Indigo:
- Shawl-Polka, Polka-francaise, Opus 343
- Indigo-Quadrille, Opus 344
- Auf freiem Fusse, Polka francaise, Opus 345
- Tausend und Eine Nacht, vals, Opus 346
- Aus der Heimath, Polkamazurka, Opus 347
- Im Sturmschritt, Schnell-Polka, Opus 348
- Indigo-Marsch, Opus 349
- Lust'ger Rath, Polka-francaise, Opus 350
- Die Bajadere, Polka-schnell, Opus 351